# Fredrik Salling
Fredrik Salling, född 29 november 1744 i Västanfors socken, Västmanlands län, död 1 juni 1821 i Svärdsjö socken, Kopparbergs län, var en svensk orgelbyggare, organist och kompositör. Han tros ha lärt sig orgelbyggeri ifrån morfadern Mattias Swahlberg den äldre och morbrodern Mattias Swahlberg den yngre. Han byggde mindre orgelverk och utförde renoveringar i Dalarna.

## Biografi
Salling föddes 29 november 1744 i Västanfors socken. Han var son till klockaren Erik Salling och Catarina Svahlberg (född 1709).
Flyttade 1760 till Stockholm. Salling blev 1761 lärling hos orgelbyggarna Jonas Gren och Petter Stråhle i Stockholm. 1763 bor han hos klockare Mattias Swahlberg den yngre i Norberg.
Han reste mellan 1764 och 1765 till England, Portugal och Spanien. 1765 blev han orgelbyggargesäll. Han var verksam som orgelbyggare i Gävle före 1769. 
År 1769 flyttade han till Organistgården i Svärdsjö och arbetade som vikarierade organist i församlingen. 1770 blev han ordinarie organist i Svärdsjö församling. Salling avled 1 juni 1821 av slag och begravdes 16 juni samma år.

### Familj
Salling gifte sig första gången 6 december 1770 i Svärdsjö med Margareta Sundsten. Född februari 1738 i Svärdsjö socken, död 1794. Tidigare gift med förre organist i Svärdsjö Anders Westelius. Salling och Svahlberg fick tillsammans barnen Christina Elisabeth (född 1771), Brita Helena (född 1774), Ulrica (född 1779), Sara Maria (född 1779) och Carl Fredrich (1781–1827).
Salling gifte sig andra gången 11 december 1795 med Brita Carlborg (1756–1798). 
Salling gifte sig tredje gången 4 oktober 1798 i Svärdsjö med Sara Margareta Malmgren (född 1759). De fick tillsammans barnen Anna Sophia (född 1799) och Gustaf (1801–1884).

## Musik
Har komponerat fyra polonäser.

## Lista över orglar
| År   | Ursprunglig kyrka | Stift    | Bild | Manualer | Pedal   | Stämmor | Bevarad orgel/fasad | Övrigt |
| ---- | ----------------- | -------- | ---- | -------- | ------- | ------- | ------------------- | --- |
| 1793 | Sundborns kyrka   | Västerås |      | 1        | Bihängd | 7       | Nej/Nej             | En ny orgel byggdes 1851 av Jonas Wengström, Ovanåker. |
| 1801 | Djura kyrka       | Västerås |      | 1        | Bihängd | 5       | Ja/Ja               | En orgel byggd 1724 av Johan Niclas Cahman, Stockholm för Leksands kyrka, sattes 1895 upp i kyrkan. Samma år flyttades Sallings orgel till Gagnefs missionskyrka. På 1920-talet köptes orgeln av Oskar Lindberg. 1930 skänkte han orgel till Ansgarskapellet, Björkö där den sattes upp av Åkerman & Lund, Sundbybergs stad. |

### Renoveringar och ombyggnationer
| År   | Ursprunglig kyrka | Stift      | Bild | Manualer | Pedal   | Stämmor | Bevarad orgel/fasad | Övrigt |
| ---- | ----------------- | ---------- | ---- | -------- | ------- | ------- | ------------------- | --- |
| 1767 | Jonsbergs kyrka   | Linköpings |      | 1        |         | 9       |                     | Orgeln reparerades 1767 av Salling. Den var byggd 1756 av Jonas Wistenius, Linköping för 2400 daler. |
| 1767 | Östra Husby kyrka | Linköpings |      | 1        | Bihängd | 8       |                     | Orgeln reparerades 1767 av Salling. Den var byggd 1741 av Gustaf Lagergren för 850 daler. Orgeln utökades 1744. Den hade 3 bälgar. |
| 1774 | Svärdsjö kyrka    | Västerås   |      |          |         |         | Nej/Ja              | Orgeln var byggd 1738 av Daniel Stråhle och hade 10 stämmor. 1774 och 1808 omändrades orgeln av Salling. 1872 omändrades orgeln av Gustaf Wilhelm Becker, Alfta. 1906 flyttades innerverket till Bingsjö kyrka. En ny orgel byggdes samma år av Åkerman & Lund, Stockholm. |
| 1784 | Norrbärke kyrka   | Västerås   |      |          |         |         |                     | Renovering av Salling. |
| 1789 | Aspeboda kyrka    | Västerås   |      |          |         |         |                     | Renovering av Salling. |
| 1808 | Svärdsjö kyrka    | Västerås   |      |          |         |         | Nej/Ja              | Orgeln var byggd 1738 av Daniel Stråhle och hade 10 stämmor. 1774 och 1808 omändrades orgeln av Salling. 1872 omändrades orgeln av Gustaf Wilhelm Becker, Alfta. 1906 flyttades innerverket till Bingsjö kyrka. En ny orgel byggdes samma år av Åkerman & Lund, Stockholm. |